# Gyilkosságba hajszolva
A Gyilkosságba hajszolva (eredeti cím: Driven to Kill) 2009-ben bemutatott amerikai-kanadai akciófilm, melyet Jeff F. King rendezett. A főbb szerepekben Steven Seagal, Mike Dopud, Igor Jijikine és Robert Wisden látható.
Az Amerikai Egyesült Államokban 2009. május 19-én jelent meg DVD-n és Blu-rayen a 20th Century Fox Home Entertainment forgalmazásában.

## Cselekmény
Ruslan Drachev, az íróként dolgozó egykori gengszter meghívást kap lánya, Lanie esküvőjére. Hazatérve megtudja, hogy Stephan, az orosz maffiafőnök, Mikhail fia a vőlegény. Ő azonban nem akarja tovább vinni apja örökségét. Mivel Ruslan szállodában foglalt szállást, rövid látogatás után csak később akar visszatérni az esküvői ceremóniára. Addigra azonban a család házában már hemzsegnek a rendőrök. Volt feleségét meggyilkolták, lányát pedig az ismeretlen támadók brutálisan összeverték. Ruslan és a rendőrök megrendezik a lány halálát, és kórházba viszik, így a gyilkosok azt hiszik, elvégezték küldetésüket. Ruslan volt feleségének új férje, a gengszterügyvéd Terry Goldstein is életben maradt. Ruslan most csatlakozik Stephanhoz a gyilkosok felkutatásában. Fegyvereket szerez, és a lánya ellopott gyűrűjének segítségével, amelyet egy zálogházban hagytak, azonosítani tudja a gyilkosokat.
Mint kiderül, Mihailnak köze van a lánya elleni támadáshoz. Ruslan minél többet nyomoz, annál inkább utoléri gengszter múltja. Végül kiderül, a mostohaapa rendelte el a gyilkosságot – felesége életbiztosítását akarja megkaparintani és így a csődöt elkerülve rendezni anyagi helyzetét. Mihailnak, aki az embereivel végeztette el a gyilkosságot, szintén volt indítéka: nem akarta, hogy fia az ellensége lányát vegye feleségül. Mihail egy korrupt rendőrtől megtudja, Ruslan lánya életben van.
Ruslan végül megöli Mihailt és embereit a kórházban, amikor azok a lányát keresik.

## Szereplők
- Steven Seagal – Ruslan Drachev
- Mike Dopud – Boris
- Igor Jijikine – Mikhail Abramov
- Robert Wisden – Terry Goldstein
- Inna Korobkina – Catherine Goldstein
- Zak Santiago – Lavastic nyomozó
- Alexander Rafalski – Alex
- Yevgeni Lazarev – a csapos
- Laura Mennell – Lanie Drachev
- Aleks Paunovic – Tony Links
- Ingrid Torrance – Norden nyomozó
- Sergei Nasibov – Ilya
- Dmitry Chepovetsky – Stephan Abramov
- Crystal Lowe – Tanya
- Daniel Cudmore – fiatal srác
- Gerry South – taxisofőr
- Holly Eglington – Regime
- Dan Payne – Sergei
- Reg Tupper – zálogház-tulajdonos
- Linda Minard – doktor

## Fordítás
- Ez a szócikk részben vagy egészben  a   Driven to Kill című angol Wikipédia-szócikk fordításán alapul.  Az eredeti cikk szerkesztőit annak laptörténete sorolja fel. Ez a jelzés csupán a megfogalmazás eredetét és a szerzői jogokat jelzi, nem szolgál a cikkben szereplő információk forrásmegjelöléseként.